# Polomolok
Polomolok est une localité de la province de Cotabato du Sud, aux Philippines. En 2020, elle compte 172 605 habitants.